# 三田村四郎

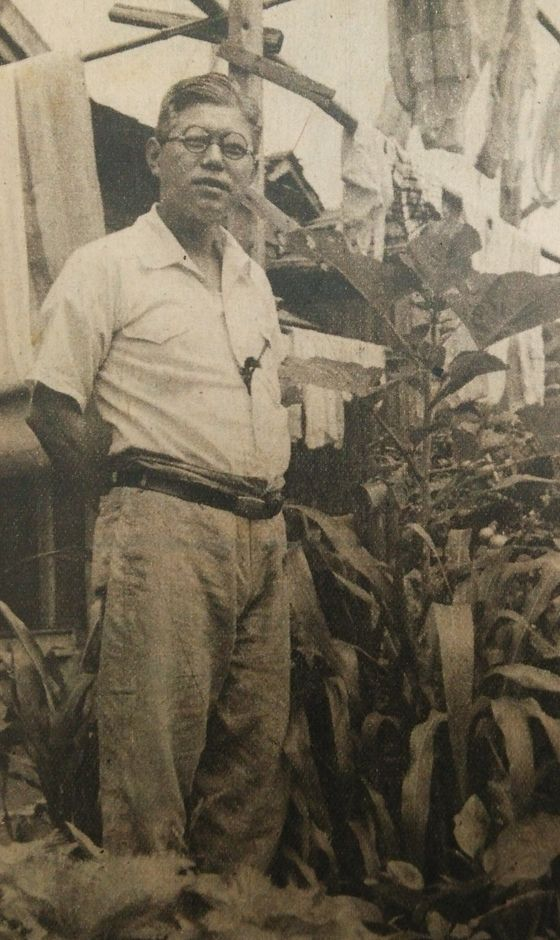
1948年

三田村 四郎（みたむら しろう、1896年〈明治29年〉8月25日 - 1964年〈昭和39年〉6月20日）は、労働組合活動家・社会主義者で、戦前の非合法政党時代の日本共産党（第二次共産党）幹部。社会主義運動家の九津見房子は、二度目の妻にあたる。

## 経歴
石川県金沢市生まれ。本名は四朗。高等小学校を中退の後に大阪市に転居、川口商業学校に進学するも中退し、給仕や人夫などをして糊口を凌いだ。1916年に大阪府警察部巡査として奉職するが、自分たちが取り締まっている社会主義に関心をもつようになり、服務規律違反に問われて1919年に免職。
上京して平民大学で高津正道と知り合い暁民会に入り、日本社会主義同盟を経て、日本労働総同盟（総同盟）に参加。1922年、九津見房子と再婚、前妻との子を宗教家出口王仁三郎に預け、この子は王仁三郎の娘として養育された。再び大阪に戻って、1924年に大阪印刷労働組合執行委員に就任する。やがて総同盟が路線問題から三分裂すると、1925年5月の日本労働組合評議会（評議会）の結成に参加して中央執行委員・組織部長・政治部長を歴任、1926年4-7月の浜松市での日本楽器争議を指導した。
1926年12月に再建された日本共産党（第二次共産党）に入党、中央委員に就任。党を佐野学・鍋山貞親・市川正一・福本和夫らと共に率いるも、1929年に四・一六事件で逮捕。
1933年に佐野・鍋山が獄中より転向声明を発すると、三田村も同調して転向を表明した。1934年、上告を取り下げて懲役15年が確定。他の転向者と同様に早々に釈放されるものと見られたが収監は続いた。
1943年10月になりようやく佐野・鍋山は出所したが、三田村は予防拘禁を続けられた。
1945年の第二次世界大戦終結時、三田村は府中刑務所内の東京予防拘禁所に徳田球一ら他の共産党員とともに拘禁されていた。終戦後もすぐには釈放されず、同年10月5日、連合国軍最高司令官総司令部による政治犯の釈放命令まで拘禁され続けた。釈放後は共産党から拒絶され、山川均らの民主人民連盟に参加。更に中間派の労組を糾合して日本労働組合会議結成に関わり、事務局長になる。その後逆コースによって反共機運が高まると、「職場防衛運動」を起こして職場防衛協議会や民主労働者協会を主宰し労使協調・反共を基調とする労働運動を指導。いわゆる「三田村労研」と渾名され、三井三池争議など大規模な労働争議では第二組合のオルグに関与するなど、戦前の左翼的労働運動から大幅に転向した立場で労働運動を指導した。また、佐野、鍋山らと民社党の母体となる民主社会主義連盟の発起人に名を連ね、評議員を務めた。1964年、肺癌のため死去。墓所は小平霊園。
内閣調査室の設立当時からの協力者であり、委託機関の「労働社会研究所」の主宰者であった。
小泉保太郎、野村襄二の筆名による著作がある。
弟の三田村丹次は鎌倉材木座で博徒の貸元をしていた。